# Holubice (district de Prague-Ouest)
Pour les articles homonymes, voir Holubice.
Holubice (en allemand : Holubitz) est une commune du district de Prague-Ouest, dans la région de Bohême-Centrale, en Tchéquie. Sa population s'élevait à 2 076 habitants en 2020.

## Géographie
Holubice se trouve à 5 km au sud-sud-ouest de Kralupy nad Vltavou et à 16 km au sud-ouest du centre de Prague.
La commune est limitée par Otvovice et Kralupy nad Vltavou au nord, par Dolany et Tursko à l'est, par Svrkyně au sud, et par Zákolany à l'ouest.

## Histoire
La première mention écrite du village date de 1204.

## Administration
La commune se compose de deux quartiers :
- Holubice
- Kozinec